# هامپتی دامپتی
هامپتی دامپتی (به انگلیسی: Humpty Dumpty) یکی از معروفترین شخصیت‌های داستان‌های کودکان به شمار می‌رود که اغلب به شکل یک تخم مرغ به تصویر کشیده می‌شود.
متن کامل اولین شعری که Humpty Dumpty در آن معرفی گردید اینگونه است:
Humpty Dumpty sat on a wall,
Humpty Dumpty had a great fall.
All the king's horses and all the king's men,
Couldn't put Humpty together again.
در این شعر هیچ اشاره‌ای به ماهیت هامپتی دامپتی نشده است. پیش بینی می‌شود دلیل اصلی این تصویر سازی این چیستان است: چیزی که اگر از بالای دیوار به زمین بیفتد، هرتعداد نفر هم که جمع شوند نمی‌توانند آن را به شکل اولیه خود بازگردانند که پاسخش تخم مرغ بوده است.
اولین نسخه نوشتاری این شعر مربوط به به اواخر قرن ۱۸ است، با این حال این شخصیت با به تصویر کشیده شدن در جلد دوم رمان «آلیس در سرزمین عجایب» نوشته لویس کارول در اواخر قرن ۱۹ مشهور شد.